# رزماری ونتیلز
رزماری ونتیلز (* ۱۴. فوریه ۱۹۳۸ در شهر گرونشتاین؛ درگذشت ۳۰ آوریل ۱۹۹۴ همان‌جا) یک کارآفرین آلمانی بود.
رزماری ونتیلز در مدرسه در مشده تحصیل و سپس در کارخانه آبجوسازی خانوادگی خود آموزش دید. سپس به تیم مدیریت آبجوسازی پیوست. وی در سال ۱۹۶۴ پس از مرگ پدرش مدیریت آبجوسازی را به عهده گرفت. او مدیریت شرکت را از سال ۱۸۲۴ در چهارمین دوره در دست گرفت. آبجوسازی در مدت مدیریت او، تنها کارخانه آبجوسازی شناخته شده در منطقه بود که به یکی از کارخانه‌های پیشرو در آلمان تبدیل شد. رزماری ونتیلز در تبدیل این شرکت به تولید منحصر به فرد آبجو مبتنی بر فناوری پخت پیلزنا و تأسیس آن به عنوان یک برند نقش اساسی داشت. شرکت تحت مدیریت رزماری ونتیلز، تولیدات خودرا به میزان حدود ۱۱۴۰۰۰ هکتولیتر و تعداد کارمندان در سال ۱۹۶۳ از هشتاد نفر به ۲٫۱۲ میلیون هکتولیتر و ۳۵۰ کارمند در سال ۱۹۹۰ افزایش یافت. علاوه بر فعالیت‌های حرفه ای، رزماری ونتیلز در حفاظت از محیط زیست و به عنوان حامی هنر و ورزش نیز فعالیت داشت. به ویژه در بازسازی قلعه گروینشتاین نقش بسزایی داشت.